# Okolo Slovenska

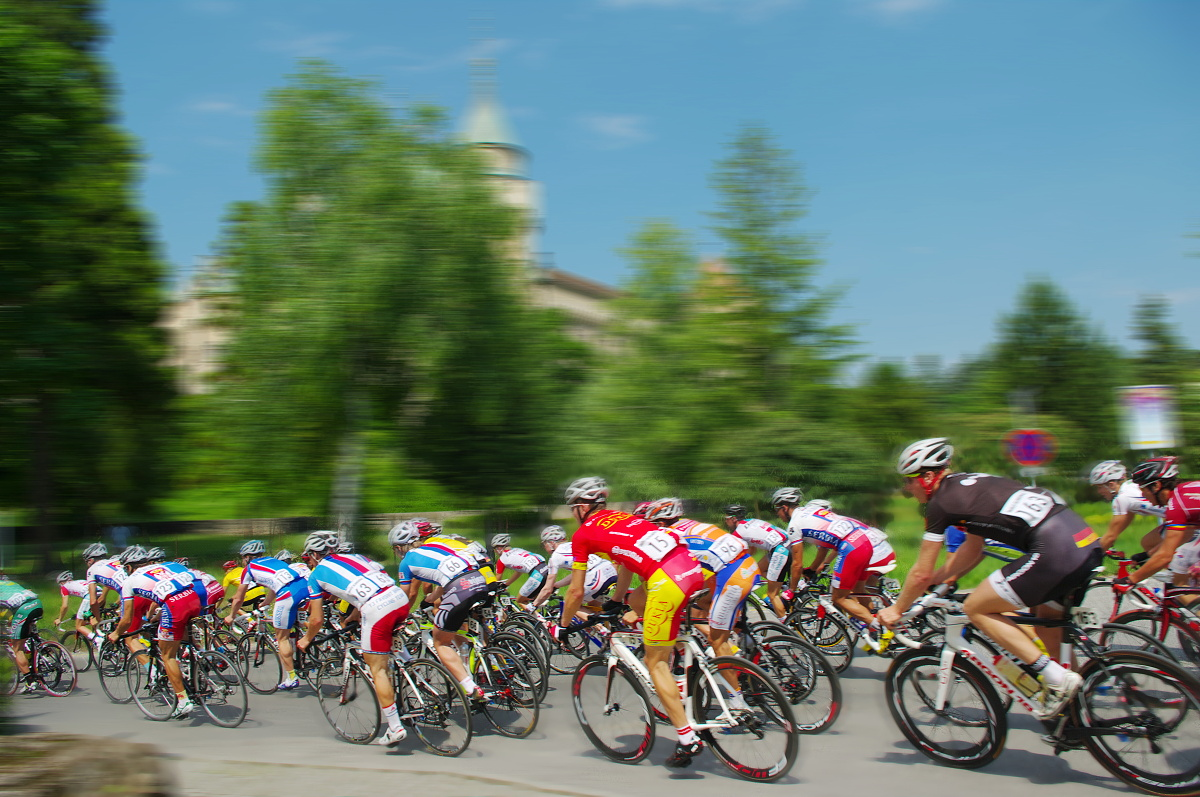
Závod Okolo Slovenka

Okolo Slovenska je etapový závod v silniční cyklistice, nejdůležitější na Slovensku. Mezinárodní cyklistická unie ho od roku 2002 řadí do kategorie 2.2. Jezdí se od roku 1954 s přestávkou v letech 1961 až 1963. Původně se konal v červnu, pak byl posunut na konec léta kvůli přípravě na mistrovství světa v silniční cyklistice, v poslední době se organizátoři vrátili k červnovému termínu. Vítězem 57. ročníku v roce 2013 se stal český závodník Petr Vakoč.

## Seznam vítězů
| - 1954 Karel Nesl - 1955 Jan Veselý - 1956 Aurelio Cestari - 1957 Pierre Le Don - 1958 Walter Renner - 1959 Lothar Höhne - 1960 Antal Megyerdi - 1964 Matej Laczo - 1965 Jiří Háva - 1966 Pavel Konečný - 1967 Miloš Hrazdíra - 1968 Miloš Hrazdíra - 1969 Břetislav Souček - 1970 Vlastimil Moravec - 1971 Jiří Háva - 1972 Antonín Bartoníček - 1973 Miloš Hrazdíra - 1974 Pavol Čambal - 1975 Josef Dvořák - 1976 Jiří Škoda - 1977 Miroslav Sýkora - 1978 Theo de Rooij - 1979 Jaroslav Poslušný - 1980 Jiří Škoda | - 1981 Andrej Vedernikov - 1982 Vladimir Vološin - 1983 Bernd Drogan - 1984 Miroslav Sýkora - 1985 Jiří Škoda - 1986 Václav Toman - 1987 Ivan Ivanov - 1988 Tomáš Sedláček - 1989 Pavel Tonkov - 1990 Miroslav Lipták - 1991 Heinrich Trumheller - 1992 Lubor Tesař - 1993 Serhij Hončar - 1994 Vladimír Švehlík - 1995 František Trkal - 1996 Ján Valach - 1997 Jaromír Purmenský - 1998 Andrej Hauptman - 1999 Ondřej Sosenka - 2000 René Andrle - 2001 František Trkal - 2002 Gustav Larsson - 2003 Ondřej Sosenka - 2004 Piotr Chmielewski | - 2005 Martin Prázdnovský - 2006 Radosław Romanik - 2007 Joost van Leijen - 2008 Kristoffer Nielsen - 2009 Leigh Howard - 2010 Robert Vrečer - 2011 Nikita Novikov - 2012 Enrico Rossi - 2013 Petr Vakoč - 2014 Alexander Polivoda - 2015 Davide Viganò - 2016 Mauro Finetto - 2017 Jan Tratnik - 2018 Julian Alaphilippe - 2019 Yves Lampaert - 2020 Jannik Steimle - 2021 Peter Sagan - 2022 Josef Černý - 2023 Rémi Cavagna |